# Oidium ericinum
Oidium ericinum är en svampart som beskrevs av Erikss. 1885. Oidium ericinum ingår i släktet Oidium och familjen Erysiphaceae.   Inga underarter finns listade i Catalogue of Life.